# Progress Proteus Championship
El Progress Proteus Championship (Campeonato Proteo de Progress, en español) es un campeonato de lucha libre profesional creado y utilizado por la compañía británico Progress Wrestling. El campeonato fue presentado el 21 de julio de 2019 a través de las redes sociales.

## Historia
Se anunció el 21 de julio de 2019 que se reemplazará el antiguo Campeonato Atlas de Progress que se unificó con el Campeonato Mundial Progress. el título lleva el nombre del dios griego de cambio de forma, Proteus. El cofundador de PROGRESS, Jim Smallman, dijo en el anuncio que el campeón podrá elegir la estipulación para las luchas del campeonato, sujeto a la aprobación de la empresa.
El 15 de septiembre en el Chapter 95, Paul Robinson ganó el 30-Battle Royal eliminando finalmente a Danny Duggan para convertirse en el campeón inaugural.

## Campeones

### Campeón actual
Actualmente está vacante el campeonato desde el 25 de febrero de 2021.

### Lista de campeones
|   | Luchador      | N.º | Fecha                    | Días | Show o evento             | Notas y referencias                                                                                         |
| - | ------------- | --- | ------------------------ | ---- | ------------------------- | --- |
| 1 | Paul Robinson | 1   | 15 de septiembre de 2019 | 529  | Chapter 95: Still Chasing | Fue un 30-Battle Royal en donde finalmente eliminó a Danny Duggan para convertirse en el campeón inaugural. |
| — | Vacante       | —   | 25 de febrero de 2021    | —    | —                         | Desalojado después de que Robinson dejó la promoción.                                                       |

### Total de días con el título
La siguiente lista muestra el total de días que un luchador ha poseído el campeonato, si se suman todos los reinados que posee. Actualizado a la fecha del 29 de junio de 2025.
| + | Indica al campeón actual |

| N.º | Campeón       | Reinados | Total de días |
| --- | ------------- | -------- | ------------- |
| 1   | Paul Robinson | 1        | 529           |